# Kinwalsey
Kinwalsey – osada w Anglii, w hrabstwie Warwickshire, w dystrykcie North Warwickshire, w civil parish Fillongley. Leży 3 km od Maxstoke. W 1891 roku civil parish liczyła 15 mieszkańców.